# Mogalakwena
Mogalakwena es un municipio local sudafricano situado en el distrito de Waterberg, en la provincia de Limpopo.

## Superficie
Mogalakwena tiene una superficie de 6156 km².

## Demografía
En 2022, tenía 378 198 habitantes, una densidad poblacional de 61,43 hab./km², y 109 294 viviendas.